# 光年
光年（英語：light-year）是長度單位之一，指光在真空中一年時間內傳播的距離，大約為9.46公里（9.46×1012公里或5.88×1012英里）。
光年一般用於天文學中，是用來量長度很長的距離的单位，如太陽系跟另一恆星的距離。天文學中另三個常用的單位是秒差距、天文單位與光秒：一秒差距等於3.26光年；一天文單位（1 AU）為149,597,870,700公尺（149,597,870.7公里，約149.598吉米）；一光秒是光一秒所走的距離，為299,792,458公尺（299,792.458公里）。
當今世界上最快的飛行器可以達到每秒3.127公里的秒速（2004年11月16日，美國航空暨太空總署（NASA）的飛機最高速度紀錄是11,260公里/小時），依照這樣的速度，飛越一光年的距離需要用95,800年。而常見的客機大約是885公里/小時，這樣飛行1光年則需要122萬年。目前人造的最快物體是2016年7月5日抵達木星極軌道的朱諾號（2011年8月5日發射升空），最高速度為73.61公里/秒（即約265,000公里/小時），這樣的速度飛越1光年的距離約需要4073年的時間。

## 公式
光年的定義其實就是光波於真空中傳遞一年所歷經的距離，以光速為基礎（299792.458 km/s），乘以一儒略年之秒數（365.25×86400=31557600），得出结果9460730472580800 米。

## 比較
- 光由太陽到達地球需時約八分，即地球跟太陽的距離為八“光分”，這個距離也稱為一個天文單位。
- 一光年约等於63240天文單位。
- 已知距離太陽系最近的恆星為半人馬座比鄰星，它相距4.22光年。
- 我們所處的星系可用於測量類星體的距離或宇宙大尺度構造如沿著長城的長度。

## 歷史
1676年以前，人們普遍相信光的傳播是不需要時間的。1676年，丹麥科學家奧勒·羅默首先作出了光的傳播需要時間的設想。1671年，羅默開始觀測木星的衛星（木衛一）。他發現木星掩衛的時間（由木衛一躲到木星背對地球的一面開始到它再次出現在地球上可觀測到的區域之間的時間間隔）並不是一個定值。當木星離地球較遠時，掩衛過程所用的時間更長。1675年，法國的天文學家乔瓦尼·多梅尼科·卡西尼開始設想這種現象產生的原因可能是光的傳播需要時間。然而，他在不久后就放棄了這個想法。
當時擔任卡西尼的科學助手的羅默則沒有放棄。他堅持假設光的速度是有限的，并計算出以光的速度，要穿越相當於地球公轉軌道直徑的距離需要22分鐘的時間。以今天的數據來看，他的結果等價于說光的速度每小時是214,000公里（羅默當年對地球公轉軌道的直徑計算有誤）。
但是直到18世紀上半葉，主流科學界才逐漸接受了光速有限的想法。1728年，英國天文學家詹姆斯·布拉德雷給出了另一種測量光速的方法，得出光的速度大約是每秒301,000公里。1838年，德國天文學家弗里德里希·威廉·贝塞尔首先使用“光年”一詞，作為天文學測量上的單位。他測量出天鵝座61（現在也稱為“貝塞爾星”）與地球之間的距離是10.3光年。